# سيسيل إكسوم
سيسيل إكسوم (بالإنجليزية: Cecil Exum)‏ مواليد 8 يوليو 1962 في كارولاينا الشمالية، هو لاعب كرة سلة أمريكي سابق. بدأ مسيرته الاحترافية في سنة 1984. تم اختياره من قبل فريق دنفر ناغتس خلال الدرافت. لعب في الرابطة الوطنية لكرة السلة. حمل الرقم 50. بلغ طوله 6 قدم 6 بوصة (2.0 م). اعتزل اللعب في 1996.